# Theodor Haubach
Theodor Haubach (* 15. September 1896 in Frankfurt am Main; † 23. Januar 1945 in Berlin-Plötzensee) war ein deutscher Journalist, Politiker (SPD) und Widerstandskämpfer gegen den Nationalsozialismus.

## Leben

Theodor Haubach (1924)

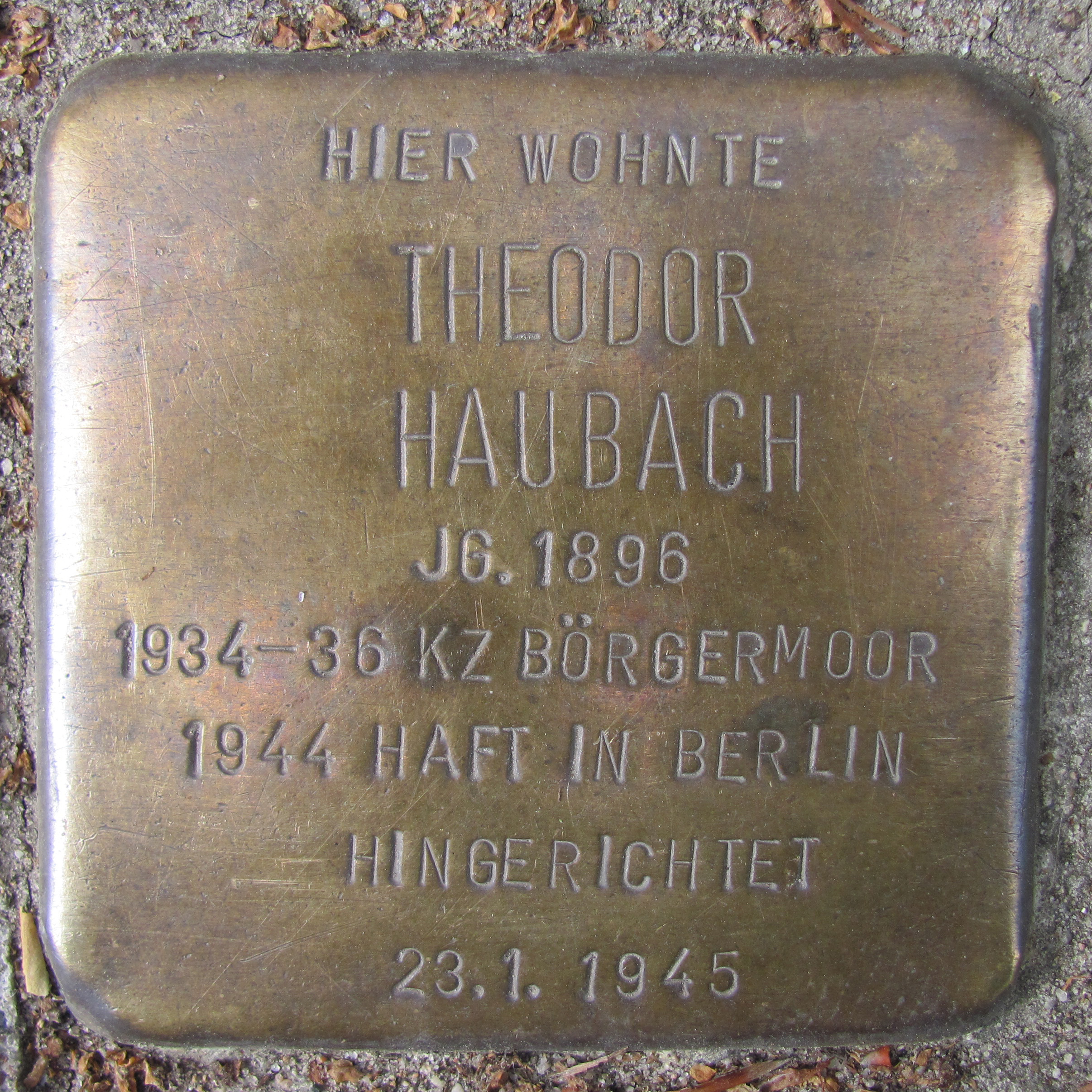
Stolperstein für Theodor Haubach in der Hartwicusstraße auf der Uhlenhorst.

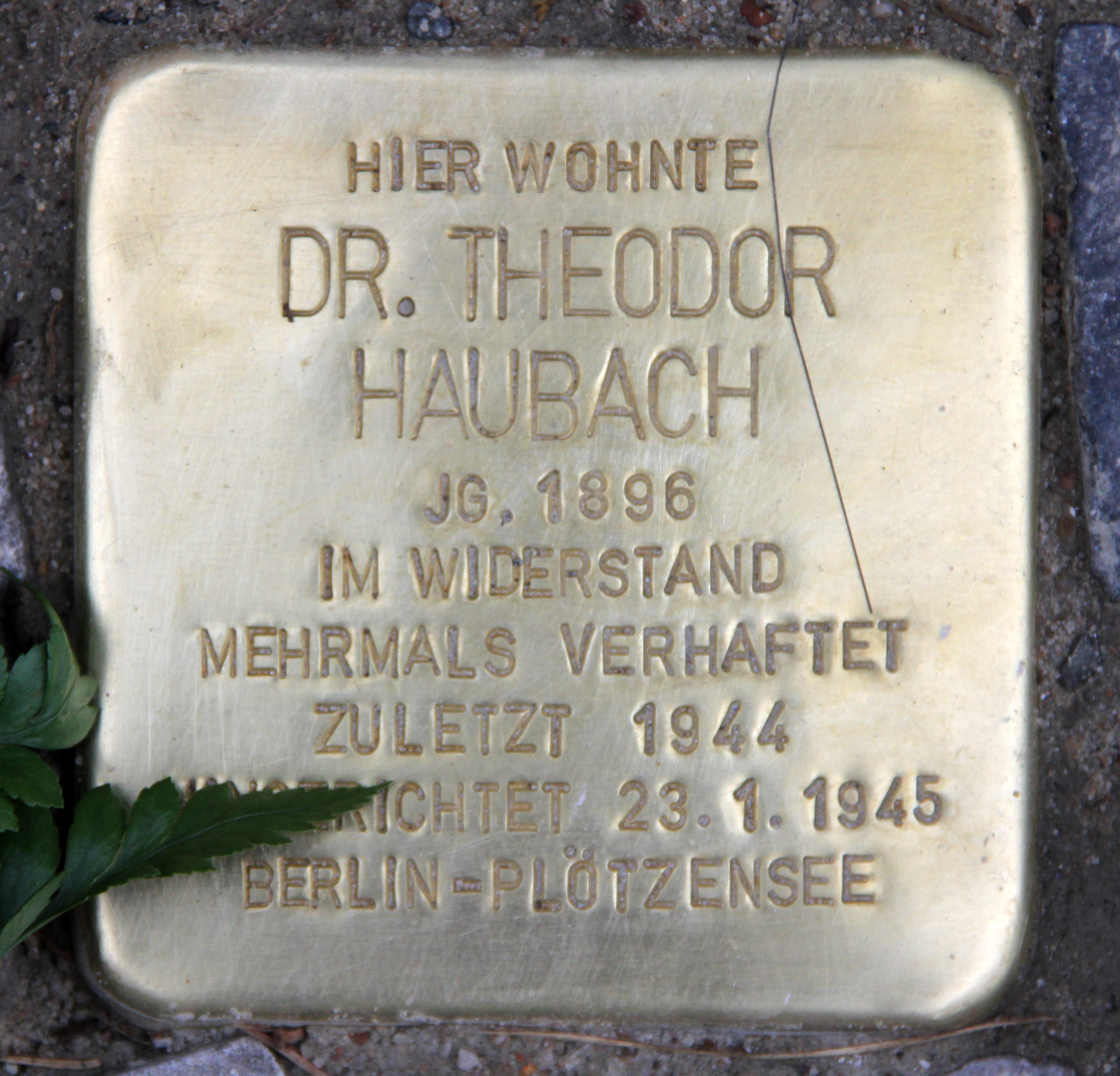
Stolperstein, Falterweg 11, in Berlin-Westend

Haubach wurde als Sohn des Kaffeegroßhändlers Emil August Justus Haubach (1854–1896) und der aus einer jüdischen Familie stammenden Emilie Hirschfelder (gest. 1939) geboren. Seine Kindheit und Jugend verbrachte Theodor Haubach in Darmstadt, wo er zusammen mit Carlo Mierendorff und Wilhelm Köhler am Ludwig-Georgs-Gymnasium 1914 das Notabitur ablegte. Anschließend meldete sich Haubach, der der Wandervogel-Bewegung angehörte, als Kriegsfreiwilliger und war bis 1918 Teilnehmer des Ersten Weltkrieges. Er diente als Soldat an der Westfront und nahm an Gefechten bei Ypern, in den Argonnen, in der Champagne und bei Verdun teil. Im Krieg wurde Haubach achtmal verwundet beziehungsweise erkrankte schwer. Einen Teil seiner Kriegserfahrungen verarbeitete Haubach in lyrischen und Prosa-Texten, die zwischen 1915 und 1918 in Die Dachstube publiziert wurden, einer Darmstädter Zeitschrift des literarischen Expressionismus. Haubach veröffentlichte auch nach dem Krieg, in welchem er in den Rang eines Leutnants der Reserve aufstieg, fiktionale Texte und politische Betrachtungen, die in verschiedenen Zeitungen und Zeitschriften veröffentlicht wurden. Zudem engagierte er sich in der Darmstädter Kulturpolitik und beteiligte sich an der Gründung der Darmstädter Sezession. Zu Haubachs unmittelbaren Nachkriegsaktivitäten gehörte auch die Mitarbeit im Arbeiter- und Soldatenrat von Butzbach.
Von 1919 bis 1923 studierte er in Heidelberg, München, Frankfurt am Main und erneut Heidelberg Philologie, Philosophie, Sozialwissenschaften und Nationalökonomie. Zu seinen wichtigsten Lehrern gehörten Alfred Weber und Karl Jaspers, bei dem er sein Studium mit einer Promotion abschloss.
Seit 1920 war Haubach, wie sein Freund Carlo Mierendorff, Mitglied der SPD und arbeitete aktiv bei den Jungsozialisten mit. Von 1924 bis 1929 arbeitete Haubach als Redakteur der Tageszeitung Hamburger Echo, danach von November 1929 bis März 1930 als Pressereferent im Reichsministerium des Innern und von Mai 1930 bis Juli 1932 als Pressechef beim Berliner Polizeipräsidenten. Seit 1924 war Haubach führendes Mitglied des Reichsbanners Schwarz-Rot-Gold, einer Vereinigung, die sich für die Weimarer Demokratie einsetzte und aktiv gegen den zur Macht drängenden Nationalsozialismus kämpfte.
Am 3. Oktober 1924 gründete er mit Gustav Dahrendorf, Egon Bandmann und Alfred Vagts (alle SPD) sowie Hans Robinsohn, Ernst Strassmann und Heinrich Landahl (alle DDP) den Klub vom 3. Oktober, dessen Ziel einerseits der gemeinsame Kampf gegen die Feinde der Weimarer Republik war, der andererseits aber auch für gegenseitige Unterstützung bei politischen Initiativen sorgen sollte.
Haubach gehörte ab 1927 für die SPD der Hamburger Bürgerschaft an, er trat im November 1929 zurück, um sich ganz auf seinen neuen Posten in Berlin zu konzentrieren.
Haubach war 1930 Mitglied im Beirat der Abraham-Lincoln-Stiftung, einer deutschen Zweigstiftung der Rockefeller Foundation.
Ab Februar 1933 wurde Haubach, wie viele SPD-Mitglieder, durch das NS-Regime verfolgt. 1933/34 baute er gemeinsam mit Karl Heinrich eine im Wesentlichen aus Reichsbanner-Mitgliedern bestehende sozialdemokratische Untergrundorganisation auf, die mehr als 1000 Mitglieder zählte. Nach seiner ersten Verhaftung 1934 war er im KZ Esterwegen inhaftiert. Nach seiner Haftentlassung 1936 erhielt er Arbeit in der Papierfabrik eines Studienfreundes Viktor Bausch (Unternehmer) und nahm später Kontakt zum Kreisauer Kreis auf. Im September 1939 wurde er vorübergehend im Rahmen der Kriegs-Sonderaktion verhaftet. Nach dem misslungenen Attentat vom 20. Juli 1944 wurde auch Haubach erneut verhaftet und vom Volksgerichtshof zum Tod verurteilt. Schwer erkrankt, wurde Theodor Haubach am 23. Januar 1945 gemeinsam mit Helmuth James Graf von Moltke in Plötzensee erhängt.
Theodor Haubach lernte vor seiner Verhaftung die Sängerin Anneliese Schellhase kennen, die mit ihm in einer innigen Liebesbeziehung bis zu seinem Ende eng verbunden war. Sie versuchte vergeblich, selbst durch ein persönliches Gespräch mit Roland Freisler, ihn vor der Hinrichtung zu bewahren.

## Ehrungen
- In Berlin-Charlottenburg ist die Haubachstraße nach ihm benannt
- In Berlin-Mitte trägt der Briefingsaal im Presse- und Informationsamt der Bundesregierung seinen Namen.
- In Berlin-Lichtenrade trägt die Theodor-Haubach-Oberschule seinen Namen.
- In Berlin-Westend wurde am 5. März 2013 ein Stolperstein vor seinem ehemaligen Wohnhaus verlegt.
- In Darmstadt gibt es einen Haubachweg; am Haus Stauffenbergstraße 65a ist eine Gedenktafel angebracht.
- In Frankfurt am Main (Riederwald) gibt es einen Theodor-Haubach-Weg.
- In Hamburg-Altona-Nord sind die Haubachstraße und die Theodor-Haubach-Schule nach ihm benannt
- In Hamburg-Uhlenhorst wurde ein Stolperstein für ihn verlegt.
- In Hamburg wurden am 8. Juni 2012 vor dem Rathaus Stolpersteine für die ermordeten Mitglieder der Hamburgischen Bürgerschaft verlegt, darunter auch ein weiterer für Theodor Haubach.[10]
- In Hohen Neuendorf (Landkreis Oberhavel) erinnert die Haubachstraße an ihn.
- In Bielefeld, Kassel, Lüneburg, Neustadt an der Weinstraße, Nordhorn, Pfungstadt, Wiesbaden gibt es jeweils eine Theodor-Haubach-Straße.
- In Pinneberg gibt es eine Doktor-Theodor-Haubach-Straße.
- In Leverkusen wurde die Theodor-Haubach-Straße[11] nach ihm benannt.
- In Wedel gibt es eine Theodor-Haubach-Straße.

## Werke
- Jaques Prince. Linoleumschnitte von L. Breitwieser. Den Einband entwarf I. Würth. Darmstadt, in: Die Dachstube, 1918.